# Giuseppe Morello
Pour les articles homonymes, voir Morello.
Giuseppe "main d'embrayage" Morello (2 mai 1867 – 15 août 1930), aussi appelé "le vieux renard", est le premier boss de la famille Morello, puis le bras droit de Giuseppe Masseria. On le surnommait Piddu (diminutif sicilien de Giuseppe) et ses rivaux les Castellammarese l'appelaient Peter Morello. Sa main droite ressemblait à une serre du fait d'une malformation.
Dans les années 1890, Giuseppe fonde un gang appelé le groupe de la 107e rue, qui devient ensuite la famille Morello. Cette dernière est aujourd'hui appelée la famille Genovese, la plus ancienne des Cinq Familles de New York.

## Jeunesse
Giuseppe Morello naît à Corleone, en Sicile, le 2 mai 1867. Son père Calogero Morello meurt en 1872 et sa mère Angelina Piazza se remarie l'année suivante avec Bernardo Terranova, membre de la Mafia de Corleone. Il grandit avec plusieurs demi-frères et sœurs, son père l'aide probablement à entrer dans la cosca, ou famille mafieuse. Giuseppe Morello épouse Maria Rosa Marvalisi (1867-1898). Le couple a un fils, Calogero "Charles" Morello (né en novembre 1892 à Corleone, mort en 1912).
Il émigre entre 1892 aux États-Unis, probablement à cause des poursuites pour contrefaçon de monnaie dont il était l'objet en Italie. Le 14 septembre 1894, il est condamné à 6 ans et 45 jours de prison.
Sa famille le rejoint à New York le 8 mars 1893,. dans les années qui suivent, ils déménagent dans différents États américains, la Louisiane puis le Texas pour des cultures de coton. Ils rentrent à New York en 1897. Morello tente sa chance dans différentes entreprises. En 1898, sa femme Maria Rosa Marvalisi meurt. Au début des années 1900, il épouse Nicolina "Lena" Salemi (1884-1967), sa compagne jusqu'à la fin de ses jours. En 1902, il achète un saloon au 8 Prince Street à Manhattan, plus tard lieu de rendez-vous pour son gang.

## La famille Morello
Dans les années 1890, Giuseppe fonde un gang appelé le groupe de la 107e rue, qui devient ensuite la famille Morello. En 1903, Ignazio "the Wolf" Lupo, le parrain de la Mafia sicilienne de Little Italy, Manhattan épouse Salvatrice Terranova, la demi-sœur de Morello.
La famille Morello se développe alors dans le crime organisé, s'appuyant sur le racket, le vol et le blanchiment d'argent. Ce dernier est pratiqué de façon innovante, à travers des restaurants opérés par la famille. De même, le racket exige des petites sommes des commerçants en échange de protection, méthode originale.
Morello maintient son autorité en exécutant ceux qui s'opposent à lui. La méthode la plus connue est celle du tonneau, où le cadavre coupé en morceaux est ensuite stocké dans une barrique jetée à l'eau ou abandonnée en ville.

## Chute et retour
En 1909, il est condamné à 20 ans de prison pour contrefaçon. Au fil de son séjour, il perd son influence sur la famille Morello. Il est relâché en 1920.
Le benjamin de ses demi-frères, Nicolo Terranova dirige la famille jusqu'en 1916 où il est tué par le parrain napolitain de la Camorra de Brooklyn, Pellegrino Morano. Ses deux autres demi-frères Vincenzo et Ciro Terranova reprennent la direction jusqu'à la sortie de Morello de prison.
Menacé par son ancien capitaine Salvatore D'Aquila à sa libération, Morello fuit vers la Sicile. Après de violents combats et plusieurs morts, le premier des tueurs de D'Aquila est tué, ce qui rend le retour de Morello et son protecteur Giuseppe Masseria possible à l'été 1922.

## Guerre des Castellammarese et mort
Pendant la guerre des Castellammarese, vers 1929–31, Masseria et Morello combattent un groupe rival dirigé par Salvatore Maranzano et Joseph Bonanno. Fort de son expérience, Morello est pour Masseria à la fois chef de guerre et conseiller en stratégie.
Parmi les premières victimes de cette guerre, Giuseppe Morello est tué avec son associé Joseph Perriano le 15 août 1930 alors qu'il rassemblait des reçus dans son bureau d'East Harlem,. Le tueur n'est jamais clairement identifié.